# Badmintonfederatie Letland
Badminton Federatie Letland (lokaal: Latvijas Badmintona Federācija) is de nationale badmintonbond van Letland.
De huidige president van de Letse bond is Mareks Gruskevics. Anno 2015 telde de bond 323 leden, verdeeld over 20 badmintonclubs. De bond is sinds 1992 aangesloten bij de Europese Bond.